# Logan Brown
Logan Brown, född 5 mars 1998, är en amerikansk-kanadensisk professionell ishockeyforward som spelar för Ottawa Senators i National Hockey League (NHL). Han har tidigare spelat på lägre nivå för Windsor Spitfires i Ontario Hockey League (OHL).
Brown draftades i första rundan i 2016 års draft av Ottawa Senators som elfte spelare totalt.
Han är son till den före detta ishockeyspelaren Jeff Brown som spelade 747 NHL-matcher mellan 1985 och 1998.

## Statistik
| 2013–2014  | Indiana Jr. Ice        | HPHL       | 15  | 14 | 11  | 25  | 4  | —  | — | —  | —  | —  |
| 2014–2015  | Windsor Spitfires      | OHL        | 56  | 17 | 26  | 43  | 20 | —  | — | —  | —  | —  |
| 2015–2016  | Windsor Spitfires      | OHL        | 59  | 21 | 53  | 74  | 40 | 5  | 0 | 6  | 6  | 6  |
|            | U.S. National U18 Team |            | 9   | 4  | 9   | 13  | 6  | —  | — | —  | —  | —  |
| 2016–2017  | Windsor Spitfires      | OHL        | 35  | 14 | 26  | 40  | 27 | 7  | 0 | 4  | 4  | 6  |
| 2017–2018  | Ottawa Senators        | NHL        | 1   | 0  | 0   | 0   | 0  | —  | — | —  | —  | —  |
| NHL totalt | NHL totalt             | NHL totalt | 1   | 0  | 0   | 0   | 0  | —  | — | —  | —  | —  |
| OHL totalt | OHL totalt             | OHL totalt | 150 | 52 | 105 | 157 | 87 | 12 | 0 | 10 | 10 | 12 |

### Internationellt
| Källa: Uppdaterad: 2017-10-06 | Källa: Uppdaterad: 2017-10-06 | Källa: Uppdaterad: 2017-10-06 |         | Utv = Utvisningsminuter | Utv = Utvisningsminuter | Utv = Utvisningsminuter | Utv = Utvisningsminuter | Utv = Utvisningsminuter |
| År                            | Lag                           | Mästerskap                    | Matcher | Mål                     | Assists                 | Poäng                   | Utv                     |                         |
| ----------------------------- | ----------------------------- | ----------------------------- | ------- | ----------------------- | ----------------------- | ----------------------- | ----------------------- | ----------------------- |
| 2016                          | USA                           | U18-VM                        | 7       | 3                       | 9                       | 12                      | 2                       |                         |
| Junior totalt                 | Junior totalt                 | Junior totalt                 | 7       | 3                       | 9                       | 12                      | 2                       |                         |